# Голл (округ, Небраска)
Шаблон:StateAbbr_ 40°52′ пн. ш. 98°30′ зх. д. / 40.87° пн. ш. 98.5° зх. д.
Округ Голл (англ. Hall County) — округ (графство) у штаті Небраска, США. Ідентифікатор округу 31079.

## Історія
Округ утворений 1858 року.

## Демографія
За даними перепису 
2000 року 
загальне населення округу становило 53534 осіб, зокрема міського населення було 45059, а сільського — 8475.
Серед мешканців округу чоловіків було 26554, а жінок — 26980. В окрузі було 20356 домогосподарств, 14085 родин, які мешкали в 21574 будинках.
Середній розмір родини становив 3,08.
Віковий розподіл населення поданий у таблиці:
| Стать    | До 15 років | 15-21 | 22-29 | 30-39 | 40-49 | 50-65 | 65-85 | Понад 85 |
| -------- | ----------- | ----- | ----- | ----- | ----- | ----- | ----- | -------- |
| Чоловіки | 6184        | 2603  | 2867  | 3860  | 3916  | 3957  | 2869  | 298      |
| Жінки    | 5939        | 2463  | 2727  | 3698  | 3930  | 3913  | 3572  | 738      |

## Суміжні округи
- Говард — північ
- Меррік — північний схід
- Гамільтон — схід
- Адамс — південь
- Карні — південний захід
- Баффало — захід

## Виноски
1. ↑  US Decennial Census. US Census Bureau. Архів оригіналу за 19 липня 2018. Процитовано 8 грудня 2014.
2. ↑  Historical Census Browser. University of Virginia Library. Архів оригіналу за 11 серпня 2012. Процитовано 8 грудня 2014.
3. ↑  Population of Counties by Decennial Census: 1900 to 1990. US Census Bureau. Архів оригіналу за 27 квітня 2015. Процитовано 8 грудня 2014.
4. ↑  Census 2000 PHC-T-4. Ranking Tables for Counties: 1990 and 2000 (PDF). US Census Bureau. Архів оригіналу (PDF) за 18 грудня 2014. Процитовано 8 грудня 2014.
5. ↑  State & County QuickFacts. US Census Bureau. Архів оригіналу за 7 червня 2011. Процитовано 20 вересня 2013.(англ.) Наведено за англійською вікіпедією.
6. ↑  American FactFinder. Бюро перепису населення США. Архів оригіналу за 21 травня 2008. Процитовано 31 січня 2008.

| США | Це незавершена стаття з географії США. Ви можете допомогти проєкту, виправивши або дописавши її. |